# Miguel Reina
Miguel Reina Santos (Córdoba, 1946 január 21. –) spanyol labdarúgókapus.
Fia, José Manuel Reina a SS Lazio kapusa jelenleg.
Ő tartotta csaknem negyven éven át az FC Barcelonánál a leghosszabb góltalansági sorozatot (824 perc), ezt 2011. november elsején Víctor Valdés döntötte meg.
1974-ben BEK döntőt játszott az Atletico Madrid tagjaként, ám a megismételt fináléban a kor sztárcsapata, a Bayern München 4-0-ra kiütötte őket.

## Eredményei
- Zamora-díj: 1973, 1977
- Spanyol bajnokság: 1977
- Spanyol Kupa: 1968, 1971, 1979
- Világbajnokság: 1974
- Bejutott a Bajnokok Európa Kupájának döntőjébe: 1974
- Részvétel az 1966-os világbajnokságon